# Mauricio Tévez
Mauricio Tévez (Rosario, Santa Fe, Argentina; 31 de julio de 1996) es un futbolista argentino que actualmente juega en la Asociación Atlética Estudiantes de la Primera B Nacional.

## Trayectoria

### Newell's Old Boys
Tévez realizó las inferiores en Newell's y a mediados de 2014, cuando estaba en 5.ª división, fue subido a primera por Gustavo Raggio sin siquiera haber jugado en la división reserva.
Debutó en la Primera División de Argentina el 10 de agosto de 2014 ante el Club Atlético Boca Juniors, donde, con su gol, le dio la victoria a su equipo por 1 a 0. En Newell's totalizó 53 partidos, convirtiendo 3 goles desde su debut en el 2014 hasta principios de 2018.

### Instituto de Córdoba
A principios de 2018 fue cedido a préstamo por 6 meses sin cargo ni opción de compra al club Instituto de Córdoba. En el conjunto cordobés jugó 13 partidos, convirtiendo un gol.

### Defensa y Justicia
A mediados del 2018 regresó a Newell's y fue cedido por el término de 1 año a préstamo y con una opción de compra de 1 millón de dólares por el 50 % del pase a Defensa y Justicia.

## Clubes
| Club                            | País      | Año       |
| ------------------------------- | --------- | --------- |
| Newell's Old Boys               | Argentina | 2014-18   |
| Instituto de Córdoba            | Argentina | 2018      |
| Defensa y Justicia (préstamo)   | Argentina | 2018-19   |
| Newell's Old Boys               | Argentina | 2019      |
| Oliveirense                     | Portugal  | 2020      |
| Club Sportivo Luqueño           | Paraguay  | 2021      |
| Guaireña FC                     | Paraguay  | 2021      |
| Club Atlético Chacarita Juniors | Argentina | 2022-23   |
| Club Atlético Douglas Haig      | Argentina | 2023-24   |
| Asociación Atlética Estudiantes | Argentina | 2024-Act. |

### Estadísticas
| Club                         | Temporada           | Liga | Liga | Copa Nacional | Copa Nacional | Copa Internacional | Copa Internacional | Total | Total |
| Club                         | Temporada           | PJ   | G    | PJ            | G             | PJ                 | G                  | PJ    | G     |
| ---------------------------- | ------------------- | ---- | ---- | ------------- | ------------- | ------------------ | ------------------ | ----- | ----- |
| Newell's Old Boys Argentina  |                     |      |      |               |               |                    |                    |       |       |
| 2014                         | 15                  | 2    | -    | -             | -             | -                  | 15                 | 2     |       |
| 2015                         | 18                  | 0    | 1    | 0             | -             | -                  | 19                 | 0     |       |
| 2016                         | 10                  | 1    | 1    | 0             | -             | -                  | 11                 | 1     |       |
| 2016/17                      | 5                   | 0    | 3    | 0             | -             | -                  | 8                  | 0     |       |
| 2017/18                      | 4                   | 0    | -    | -             | -             | -                  | 4                  | 0     |       |
| Total                        | 52                  | 3    | 5    | 0             | -             | -                  | 57                 | 3     |       |
| Instituto Argentina          |                     |      |      |               |               |                    |                    |       |       |
| 2017/18                      | 13                  | 1    | -    | -             | -             | -                  | 13                 | 1     |       |
| Total                        | 13                  | 1    | -    | -             | -             | -                  | 13                 | 1     |       |
| Defensa y Justicia Argentina | 2018/19             | 5    | 0    | -             | -             | -                  | -                  | 5     | 0     |
| Defensa y Justicia Argentina | Total               | 5    | 0    | -             | -             | -                  | -                  | 5     | 0     |
| Total en su carrera          | Total en su carrera | 70   | 4    | 5             | 0             | 0                  | 0                  | 75    | 4     |

## Selección nacional

### Selección Argentina Sub-20
El 6 de marzo de 2015 el entrenador del seleccionado Sub-20, Humberto Grondona, lo incluyó en la Preselección de cara a la Copa Mundial Sub-20 que se llevó a cabo en Nueva Zelanda. Los entrenamientos y amistosos comenzaron a fines de marzo y siguieron todo abril, hasta que la lista final de jugadores que viajaron al mundial se anunció en los primeros días de mayo. Finalmente, no fue convocado a la cita mundial.